# Conflictividad laboral

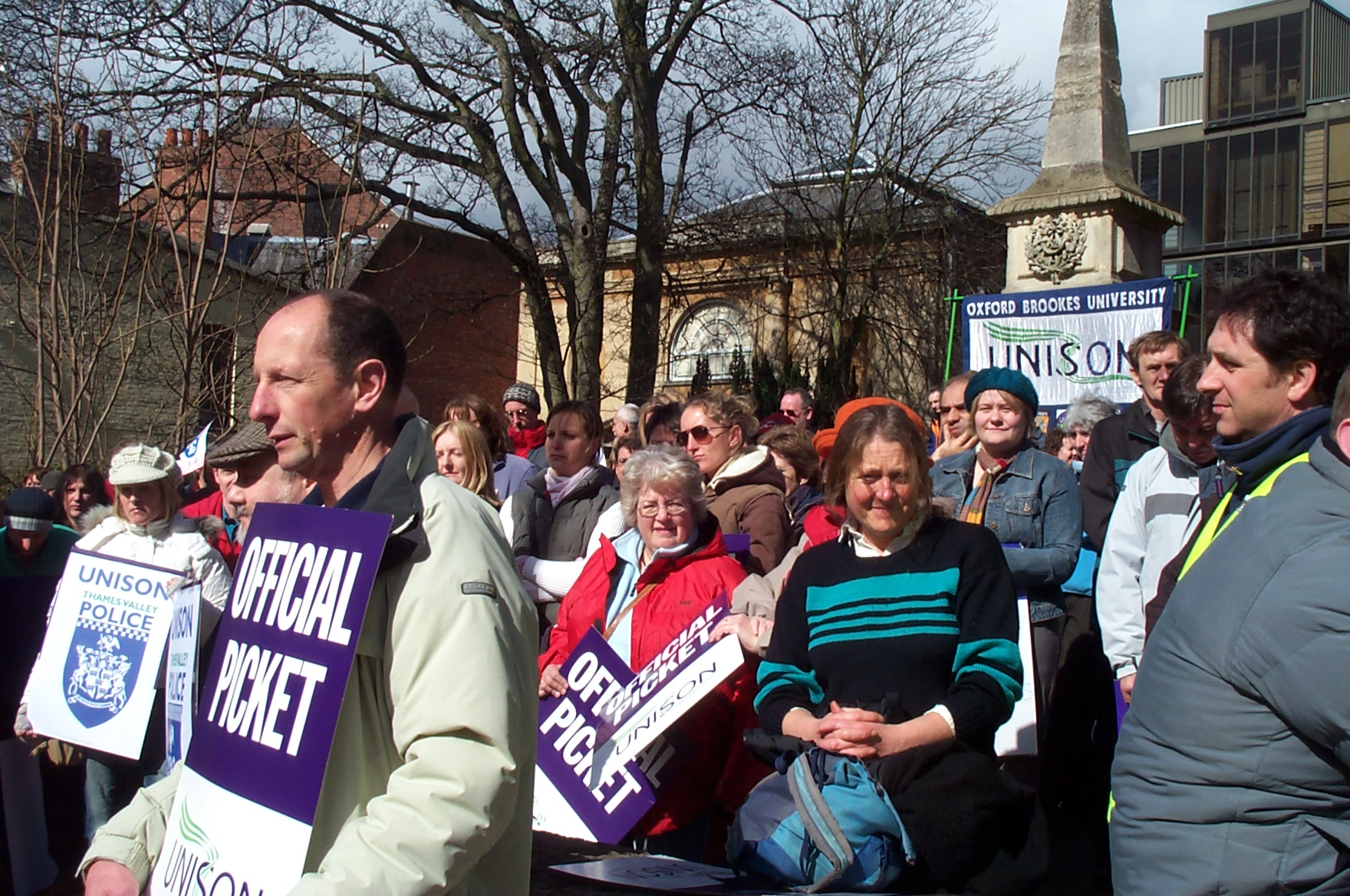
Una reunión del sindicato británico UNISON en Oxford durante una huelga en 2006.

Cuando las condiciones de trabajo se deterioran, en el seno de la empresa puede desencadenarse un conflicto de trabajo o conflicto laboral. Según la Organización Internacional del Trabajo (OIT), la conflictividad laboral puede medirse por el número de huelgas y cierres patronales experimentados por un país a lo largo del año.
Los conflictos laborales son de naturaleza distinta en función de las condiciones laborales que se hayan deteriorado. Un conflicto laboral es pues, la disputa de derecho o de interés que se suscita entre empleadores y empleados.
La negociación para procurar la solución de los conflictos laborales se lleva a cabo entre los representantes sindicales o unitarios de los trabajadores y los empresarios o sus representantes. En caso de desacuerdo, en algunos países resulta obligatoria la sumisión del conflicto a un procedimiento de solución extrajudicial con carácter previo a la interposición de una demanda judicial. Estas funciones son asumidas en España por la Fundación SIMA.
En los casos más enconados de conflictividad laboral los trabajadores pueden optar por declararse en huelga y los empresarios por aplicar el llamado cierre patronal.
- Un conflicto laboral lo puede iniciar un único trabajador frente a su empleador si considera que una o varias de las condiciones de trabajo en la que desarrolla su tarea le está resultando perjudicial. Es el denominado conflicto individual.

- Si el conflicto afecta a un grupo de trabajadores individualmente considerados nos encontraremos frente a un conflicto plural.

- Cuando el conflicto afecta a un grupo genérico de trabajadores, a pesar de que con posterioridad quepa la determinación individual, estamos ante un conflicto colectivo.

Con independencia de la clasificación anterior, más jurídica, cabe también distinguir entre:
- Conflicto gremial como consecuencia de alguna problemática que afecte al sector al que pertenece la empresa.

- Conflicto proveniente de procesos sociológicos (discriminación de género, demandas de conciliación del trabajo y la vida privada, diversidad cultural y discriminación étnica...) o psicosociales (acoso laboral o sexual en el trabajo...)

- Conflicto de carácter político, si se plantea como consecuencia de determinados actos o leyes que realicen las autoridades gubernamentales que afecten a algún colectivo de trabajadores.

- Conflicto de solidaridad. Cuando se plantea como respuesta a un perjuicio sufrido por otro colectivo distinto al que exterioriza el conflicto.

## Naturaleza de los conflictos
Según las causas del conflicto, estos se pueden clasificar en
- Conflicto jurídico o de interpretación  derivados de la interpretación y/o aplicación de normas jurídicas o de convenios o pactos colectivos.
- Conflicto de intereses o económicos  basado en los intereses de las partes. Generalmente bloqueos de negociación colectiva o derivados de cuestiones puramente económicas.